# نيكولا جاكينفسكي
نيكولا جاكينفسكي (مواليد 26 فبراير 1990)، هو لاعب كرة قدم كان يلعب كلاعب وسط.

## وصلات خارجية
- نيكولا جاكينفسكي على موقع الاتحاد الأوربي (الإنجليزية)
- نيكولا جاكينفسكي على موقع رابطة كرة القدم اليابانية للمحترفين (اليابانية)
- نيكولا جاكينفسكي على موقع قاعدة بيانات كرة القدم.إي يو (الإنجليزية)
- نيكولا جاكينفسكي على موقع Soccerway.com (الإنجليزية)
- نيكولا جاكينفسكي على موقع عالم كرة القدم.نت (الإنجليزية)